# Catabena petraea
Catabena petraea là một loài bướm đêm trong họ Noctuidae.